# 東アーザルバーイジャーン州
東アーザルバーイジャーン州 （ひがしアーザルバーイジャーンしゅう、ペルシア語: استان آذربایجان شرقی, ラテン文字転写: Ostān-e Āzarbāyjān-e Sharqī）はイランの州（オスターン）。イラン北西部に位置し、アルメニア共和国、アゼルバイジャン共和国およびアルダビール州、西アーザルバーイジャーン州、ザンジャーン州と境を接する。州都はタブリーズ。東アゼルバイジャン州とも表記される。

## 地理と気候
州の面積は、1996年の調査によれば47,830km²。管下にアハル、ボスターナーバード、ボナーブ、タブリーズ、ジョルファー、サラーブ、シャベスタル、キャリーバル、マラーゲ、マランド、マレカーン、ミヤーネ、ハリース、ハシュトルードの14郡（シャフレスターン）を擁する。古都タブリーズは文化、政治、経済、商業の中心地である。国境線を介してアゼルバイジャン、アルメニア、ナヒチェヴァンと接し、発達した道路網と鉄道網により、東アーザルバーイジャーン州はイラン各地や国外と接続されている。
州内の最高点は海抜3,722m、タブリーズ南方のサーハンド山である。最低点はアーハルのギャルマドゥーズ。州内の高地はカラ・ダグ山地、サーハンド山地、ボズグーシュ山地の三部分に分かれる。
東アーザルバーイジャーン州は山がちであることも手伝い、おおむね冷涼、乾燥した気候であるが、高地以外ではカスピ海からの風がそれをやわらげる。冬に-1度まで下がり、タブリーズの1月の平均気温は-3.2度となり、氷点下20度前後まで下がることもあり、ケッペンの気候区分では亜寒帯に属し、高地地中海性気候やステップ気候 (BSk) に該当する。夏にはタブリーズでは32.9度、マラーゲでは20度まで気温が上がる。春と夏の数か月が観光に適している。
| タブリーズの気候       | タブリーズの気候 | タブリーズの気候 | タブリーズの気候 | タブリーズの気候 | タブリーズの気候 | タブリーズの気候 | タブリーズの気候 | タブリーズの気候 | タブリーズの気候 | タブリーズの気候 | タブリーズの気候 | タブリーズの気候 | タブリーズの気候 |
| 月                     | 1月              | 2月              | 3月              | 4月              | 5月              | 6月              | 7月              | 8月              | 9月              | 10月             | 11月             | 12月             | 年               |
| ---------------------- | ---------------- | ---------------- | ---------------- | ---------------- | ---------------- | ---------------- | ---------------- | ---------------- | ---------------- | ---------------- | ---------------- | ---------------- | ---------------- |
| 平均最高気温 °C （°F） | 1.2 (34.2)       | 3.8 (38.8)       | 10.1 (50.2)      | 16.5 (61.7)      | 22.5 (72.5)      | 28.6 (83.5)      | 32.9 (91.2)      | 32.3 (90.1)      | 28.2 (82.8)      | 19.9 (67.8)      | 12.1 (53.8)      | 4.9 (40.8)       | 17.8 (64)        |
| 日平均気温 °C （°F）   | −3.2 (26.2)      | −0.8 (30.6)      | 4.9 (40.8)       | 10.9 (51.6)      | 16.5 (61.7)      | 21.9 (71.4)      | 26.0 (78.8)      | 25.3 (77.5)      | 21.1 (70)        | 13.5 (56.3)      | 6.5 (43.7)       | 0.3 (32.5)       | 11.9 (53.4)      |
| 平均最低気温 °C （°F） | −6.6 (20.1)      | −4.5 (23.9)      | 0.3 (32.5)       | 5.7 (42.3)       | 10.6 (51.1)      | 15.2 (59.4)      | 19.6 (67.3)      | 19.0 (66.2)      | 14.3 (57.7)      | 8.0 (46.4)       | 2.1 (35.8)       | −3.0 (26.6)      | 6.7 (44.1)       |
| 降水量 mm （inch）     | 25.8 (1.016)     | 25.3 (0.996)     | 47.0 (1.85)      | 53.6 (2.11)      | 41.9 (1.65)      | 18.1 (0.713)     | 3.2 (0.126)      | 4.4 (0.173)      | 9.4 (0.37)       | 28.4 (1.118)     | 28.0 (1.102)     | 26.0 (1.024)     | 310.9 (12.24)    |
| 出典：world climate    |                  |                  |                  |                  |                  |                  |                  |                  |                  |                  |                  |                  |                  |

## 歴史と文化
東アーザルバーイジャーン州はイランでも非常に古い歴史を持つ地域で、エラムの当初の首都であり、ハカーマニシュ朝（アケメネス朝）中核の地でもある。
ストラボンなどのギリシア語文献ではアレクサンドロス3世（大王）の統治下の紀元前331年ないし紀元前328年、当時メディア地方と呼ばれたこの地で、アトロパテース（Ατροπατης/Atropatēs）という戦士が叛乱を主導、それ以来「アトロパテーネー」（Ατροπατηνη/Atropatēnē）の名で呼ばれている、と伝えている。これは中期ペルシア語（パルティア語、パフラヴィー語）でそれぞれ「アードゥルパード」（Ādur-pād）、地名は「アードゥルパーダガーン」（Āturpādakān>Ādurbādagān）と呼ばれていたもので、前者単独では「炎（Ādur）を守る者」を意味する。
サーサーン朝時代には辺境司令（マルズバーン）が派遣されてこの地域一帯を統治し、この地域にゾロアスター教の重要な拝火壇（Ātešgāh）がいくつか集中していたようで、当時の中心都市シーズ（Šīz）および国家的宗教施設であったアードゥル・グシュナースプは、現在の西アーザルバーイジャーン州に所在するタフテ・ソレイマーン遺跡ではないかと考えられている。
イスラーム時代以降は大きく分けて「アードゥルパーダガーン」のアラビア語形である「アーザルバイジャーン」（آذربيجان Ādharbayjān）か、中期ペルシア語に近い「アードゥルバーダカーン」（آذرباذكان Ādhurbādhakān）の2種類が併用されている。これらが「アザラバデガン」、「アザルバドガン」、「アーザルバイジャーン」と変化していった。現在は隣国アゼルバイジャン共和国も含め、アラビア語形に由来する「アーザルバーイジャーン」が基準となっている。

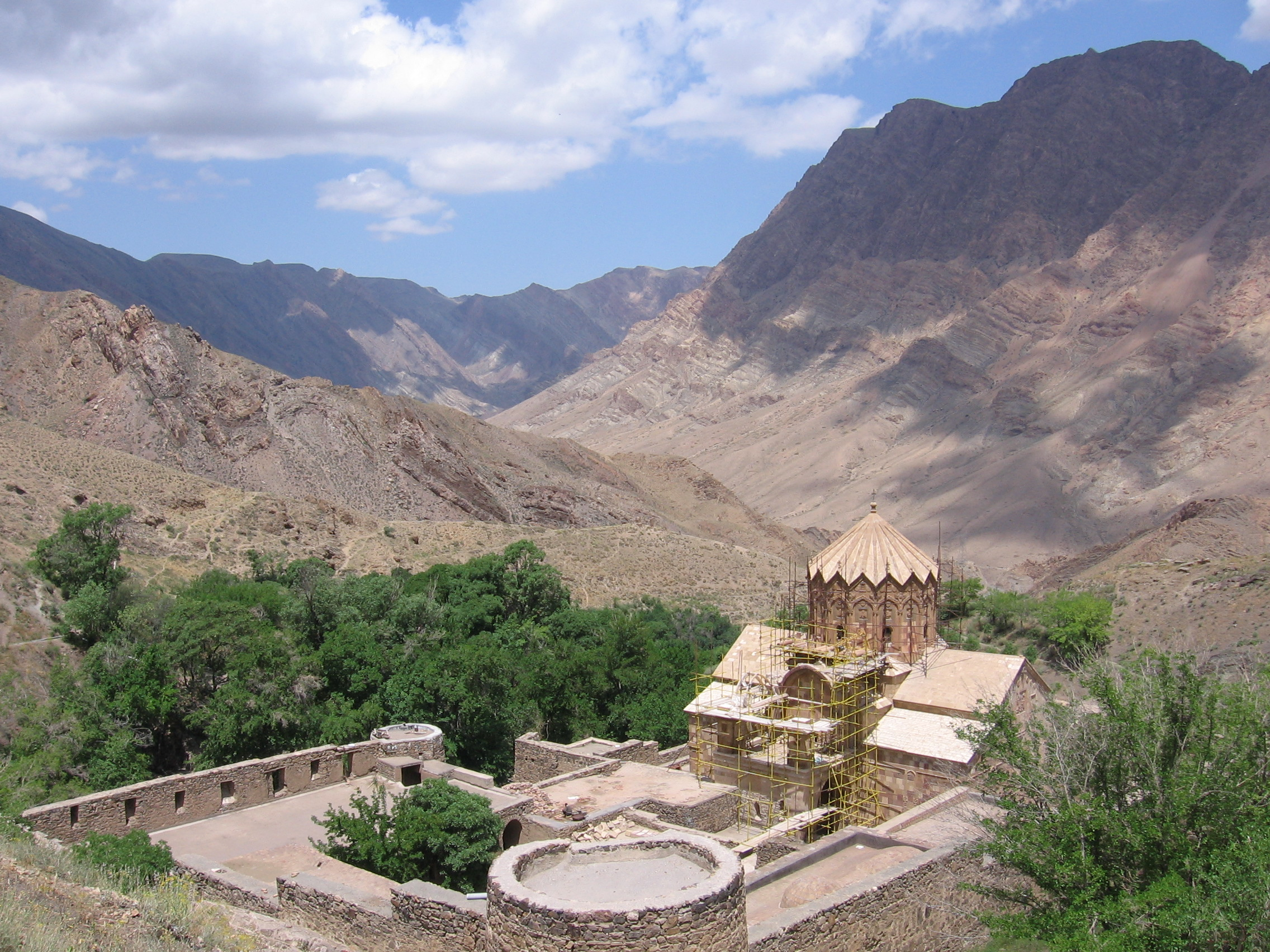
アルメニア教会の聖ステファノス修道院

アラブ征服時代以降でもこの地域の重要性は失われず、主にマラーゲとタブリーズが中心都市として繁栄した。特にタブリーズはアタベク政権であるイルデニズ朝や、イルハン朝、カラコユンル朝、アクコユンル朝、草創期のサファヴィー朝が首都とした。
イスラーム学者は「預言者ゾロアスター」はこの地域、オルーミーイェ湖（チーチェスト）周辺のコンザクの街に生まれたと主張する。その後はいうまでもなく、多くの政治的、経済的大変動がこの地に起こり、その重要性は多くの外国勢力を惹きつけてきた。特にロシアは過去300年、多大な影響力を振るおうとして、さまざまな事件があるたびに、この地域を占領したのである。イラン立憲革命の胎動は1800年代にこの地ではじまった。
第二次世界大戦中の連合国によるイラン進駐の際は進駐したソ連によって大アゼルバイジャン主義が煽られ、アゼリ語を公用語とするアゼルバイジャン国民政府が成立、アゼリ民族主義運動の中心地となる。ソ連軍が撤退すると崩壊、en:Ja'far Pishevari大統領もソ連に逃れた。
東アーザルバーイジャーン州の文化的に際だった特徴は言語と民俗にあり、人びとはテュルク諸語に属するアザリー（アゼルバイジャン語）を話す。そして、この地域が輩出した学者、神秘主義者（スーフィー）、詩人は数多く、モウラーナ・バーバー・マズィード、ハージェ・アブドルラヒーム・アージャーバーディー、シェイフ・ハサン・ボルガーリー、アブドルガーデル・ナフジャーヴァーニーといった人物が、そして現代ではオスタード・モハンマド・ホセイン・シャフリヤールがいる。宗教指導者や政治家では、現在のイラン・イスラーム共和国の最高指導者であるアリー・ハーメネイーもこの地の家系出身であるほか、元首相のミール・ホセイン・ムーサヴィーはこの地の出身である。
イラン文化遺産協会には東アーザルバーイジャーン州から936か所が登録されている。

## 近況

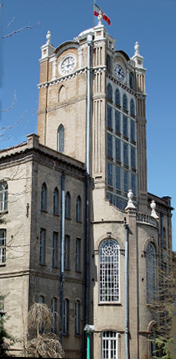
州都タブリーズの市庁舎

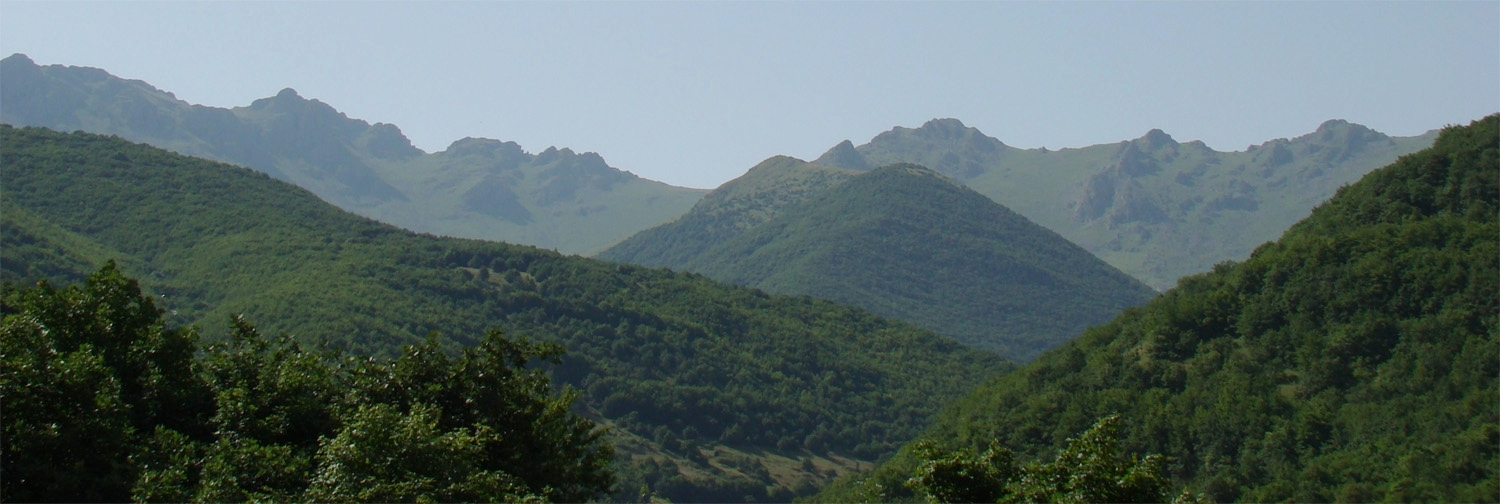
アラスバーラーン生態保護区

東アーザルバーイジャーン州は産業の中心地である。州内に5,000以上の製造業事業所があり、このうち少なくとも800が工業で、これは全国総数の6%を占める。1997年の統計でこの生産額は3億7400万米ドル（3730億リヤール＝イラン全体の4.07%）であった。投資は同じく1997年の統計で総額27億米ドル（2兆4513億リヤール）である。
東アーザルバーイジャーン州の主要産業は、アーザルのガラス、マラーゲの製紙、アーハール・スーングーンの銅と霞石閃長岩、タブリーズの石油化学コンビナート、タブリーズ・トラクター製造社、アーザルバーイジャーン鉄鋼のほか、鋳物とその半自動組立、食品加工、皮革・靴産業、タブリーズ機械製作社などがある。
タブリーズは手工業でも卓越した地位にあり、東アーザルバーイジャーン州の輸出の大きな部分を手工業品が占める。タブリーズの絨毯は力強いデザインと鮮やかな色合いで世界市場に名を轟かせている。ペルシア絨毯の名声は、東アーザルバーイジャーンのデザイナーの創造力と織工の腕に負っているといっても過言ではない。
現在、絨毯織機は州内に66,000台あり、20万人分の雇用を確保している。年間の絨毯生産は約792,000mで、イラン全体の絨毯生産の35%、輸出の70%の量にあたる。
東アーザルバーイジャーン州は鉱物資源にも恵まれ、1997年現在121か所の鉱山が操業中であり、59か所の鉱山の操業がさらに計画されている。
ユネスコは州内に2か所の生態保護区を設定している。アラスバーラーン生態保護区とオルーミーイェ湖生態保護区である。
2024年5月19日にはヘリコプター墜落事故が発生し、ライースィー大統領やアミールアブドッラーヒヤーン外相、ラフマティー州知事が犠牲となっている。

### 高等教育機関
東アーザルバーイジャーン州には優れた研究をおこなう工学系の大学が多い。州内の主要大学は以下の通りである。
1. サーハンド工科大学
2. タブリーズ医科大学
3. タブリーズ教育（タルビヤト・モアッレム）大学
4. タブリーズ大学
5. イスラーム自由大学ボナーブ
6. イスラーム自由大学タブリーズ
7. イスラーム自由大学シャベスタール
8. イスラーム自由大学マラーゲ
9. イスラーム自由大学ミヤーネ
10. タブリーズ・イスラーム芸術大学
11. アーザルバーイジャーン教育（タルビヤト・モアッレム）大学（在アーザルシャフル）
12. ナビー・アクラム大学

## 脚註
1. ↑  “Census of the Islamic Republic of Iran, 1395 (2016)” (Excel) (ペルシア語). AMAR.   The Statistical Center of Iran. p. 03. 2020年11月13日時点のオリジナルよりアーカイブ。2022年12月19日閲覧。
2. ↑  上記リンクの州政府の情報に拠った。
3. ↑  “Who died alongside Iran’s President Raisi in the helicopter crash?”. Al Jazeera English. アルジャジーラ. (2024年5月20日) 2024年5月22日閲覧。